# كينيث أندرسون (كاتب)
كينيث أندرسون (بالإنجليزية: Kenneth Anderson)‏ (و. 1910 – 1974 م) هو كاتب، وصياد ‏ من إسكتلندا، والمملكة المتحدة، والهند، توفي في بنغالور، عن عمر يناهز 64 عاماً.

## التعليم
تعلم في Bishop Cotton Boys' School ‏.